# Falshomelix unicolor
Falshomelix unicolor är en skalbaggsart som beskrevs av Stefan von Breuning 1956. Falshomelix unicolor ingår i släktet Falshomelix och familjen långhorningar. Inga underarter finns listade i Catalogue of Life.